# Distretto di Hunnan
Il distretto di Hunnan (浑南区S, Húnnán QūP) è un distretto della Cina, situato nella provincia di Liaoning e amministrato dalla prefettura di Shenyang.